# Venă subcostală
Vena subcostală este o venă din corpul uman care se desfășoară de-a lungul marginii inferioare a celei de-a douăsprezecea coaste . Are aceleași calități esențiale ca și venele intercostale posterioare, cu excepția faptului că nu poate fi considerat intercostală, deoarece nu se află între două coaste. Fiecare venă subcostală dă o ramură posterioară (dorsală) care are o distribuție similară ramului posterior al unei artere intercostale. 